# HD 176527
HD 176527，又名BD+26 3418，SAO 86673、HR 7181，是一颗恒星，视星等为5.27，位于銀經57.41，銀緯9.94，其B1900.0坐标为赤經18h 55m 41s，赤緯+26° 9.94′ 31″。